# Wykonawcy słowa Bożego
Wykonawcy słowa Bożego – ogólnoświatowa seria kongresów (dużych spotkań religijnych), zorganizowanych przez Świadków Jehowy w przeszło 150 krajach. Kongresy rozpoczęły się w maju 2000 roku (na półkuli północnej), a zakończyły w styczniu 2001 roku (na półkuli południowej).

## Kongresy
W przeszło 150 krajach odbyło się przeszło 2000 kongresów, na których było obecnych 9 454 055 osób, a 129 367 zostało ochrzczonych.

### Kongresy wPolsce

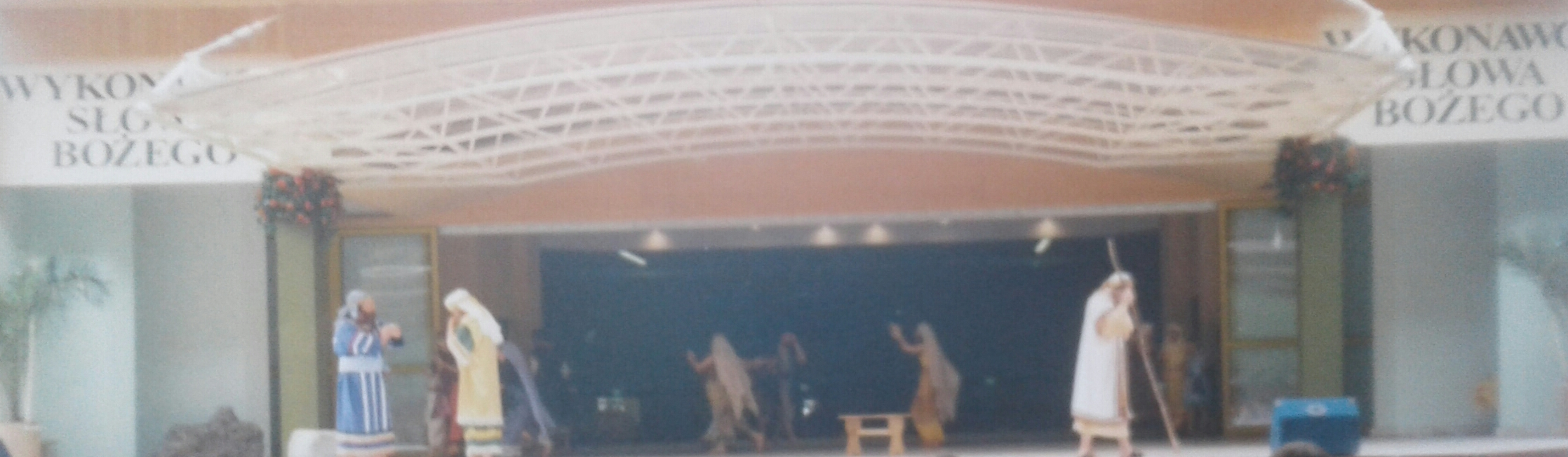
Dramat biblijny (przedstawienie kostiumowe) pt. „Ostrzegawcze przykłady na nasze czasy” (Sosnowiec, 2000)

Zorganizowano 22 kongresy, ochrzczono 2009 osób.
- 30 czerwca–2 lipca
  - Lublin: ochrzczono 61 osób[6][7]
  - Poznań: ponad 8 tysięcy obecnych, a 143 osób zostało ochrzczonych[8].
  - Sosnowiec
  - Warszawa
- 7–9 lipca
  - Gdańsk
  - Kalisz
  - Olsztyn: przeszło 4 tysiące obecnych[9]
  - Sosnowiec
  - Wrocław: przeszło 12 tysięcy obecnych[10]
- 14–16 lipca
  - Koszalin: przeszło 6 tysięcy obecnych[11]
  - Sosnowiec
  - Zamość
  - Zielona Góra: blisko 6 tysięcy obecnych[12][13]
- 21–23 lipca
  - Bydgoszcz: przeszło 10 tysięcy obecnych[14][15][16]
  - Legnica
  - Rzeszów[17]
  - Sosnowiec
  - Starachowice
  - Szczecin: ponad 8 tysięcy obecnych[18][19]
- 28–30 lipca
  - Białystok: ochrzczono 40 osób[20]
  - Łódź
  - Sosnowiec

### Kongresy na świecie
Kongresy zorganizowano w przeszło 150 krajach (na podstawie informacji zamieszczonych w poszczególnych edycjach językowych czasopisma „Strażnica Zwiastująca Królestwo Jehowy” z 15 lutego 2000 roku). Kongres w języku polskim odbył się również w Niemczech (4–6 sierpnia, Gelsenkirchen).
- Albania: 1 kongres. Ogłoszono wydanie Chrześcijańskich Pism Greckich w Przekładzie Nowego Świata w języku albańskim[1][21].
- Austria: 5 kongresów
- Belgia: 12 kongresów
- Bośnia i Hercegowina: 1 kongres
- Brazylia: 227 kongresów
- Chorwacja: 1 kongres
- Cypr: 4 kongresy
- Czechy: 2 kongresy. Ogłoszono wydanie Pisma Świętego w Przekładzie Nowego Świata – z przypisami w języku czeskim[1].
- Dania: 3 kongresy
- Estonia: 2 kongresy
- Finlandia: 8 kongresów
- Filipiny. Ogłoszono wydanie Pisma Świętego w Przekładzie Nowego Świata w języku tagalskim[22].
- Francja: 27 kongresów
- Ghana: 60 kongresów
- Grecja: 11 kongresów
- Grenlandia: 1 kongres
- Gujana: 2 kongresy
- Gwadelupa: 7 kongresów
- Holandia: 13 kongresów
- Irlandia: 3 kongresy
- Kanada: 36 kongresów
- Kosowo: 1 kongres
- Macedonia: 1 kongres
- Malawi: 43 kongresy
- Malta: 1 kongres
- Martynika: 3 kongresy
- Mołdawia: 5 kongresów
- Niger: 3 kongresy
- Niemcy: 32 kongresy
- Norwegia: 13 kongresów
- Nowa Kaledonia: 3 kongresy
- Polinezja Francuska: 3 kongresy
- Południowa Afryka. 15 kongresów. W grudniu 2000 roku dwa z serii kongresów odbyły się w Durbanie. Z programu zgromadzeń skorzystało 14 848 osób, a 278 przyjęło chrzest[23].
- Reunion: 3 kongresy
- Rumunia: 13 kongresów. Ogłoszono wydanie Chrześcijańskich Pism Greckich w Przekładzie Nowego Świata w języku rumuńskim[24].
- Serbia: 1 kongres
- Słowacja: 5 kongresów
- Słowenia: 1 kongres
- Stany Zjednoczone: 135 kongresów
- Szwajcaria: 5 kongresów
- Szwecja: 8 kongresów
- Ukraina: 22 kongresy
- Wallis i Futuna: 1 kongres
- Węgry: 3 kongresy. Na stołecznym Népstadionie, pierwszego dnia zgromadziło się przeszło 22 000 osób. Na zakończenie sesji porannej w okolicznościowym przemówieniem Gerrit Lösch z Ciała Kierowniczego ogłosił wydanie w języku węgierskim Chrześcijańskich Pism Greckich w Przekładzie Nowego Świata[1].
- Wielka Brytania: 17 kongresów
- Włochy: 70 kongresów
- Wyspy Owcze: 1 kongres

## Ważne punkty programu
Według organizatorów, Ciała Kierowniczego Świadków Jehowy: „Program kierował uwagę na Jehowę Boga, który czyni zdumiewające dzieła. Zachęcono, by pamiętać o wszystkich czynach Boga i całym sercem wysławiać Jehowę. Podano wskazówki dotyczące życia rodzinnego oraz zmagania się z fizycznymi ułomnościami. Zachęcono, by usilnie wypracowywać w sobie usposobienie duchowe, nie być zapominającymi słuchaczami, lecz posłusznie stosować się do słowa Bożego oraz dalej mówić drugim o zdumiewających dziełach Jehowy. Omówiono też biblijne proroctwa z ksiąg Izajasza i Sofoniasza”.
- Dramat: Ostrzegawcze przykłady na nasze czasy (wydany potem w formie filmu i słuchowiska)[25][26].
- Wykład publiczny: Dlaczego powinniśmy bacznie zważać na zdumiewające dzieła Boże[2].